# 湯姆·德朗
托馬斯·馬修·德朗（英語：Thomas Matthew DeLonge，1975年12月13日—），藝名湯姆·德朗（Tom DeLonge），出生於加利福尼亞州波威，是美國龐克搖滾樂團眨眼182（Blink-182）的雙主唱之一兼吉他手。2005年德朗離開眨眼182另組樂團天使頻道（Angels & Airwaves），2009年回歸眨眼182。